# بریتانی راجرز
بریتانی راجرز (به انگلیسی: Brittany Rogers) ژیمناست زادهٔ ۸ ژوئن ۱۹۹۳ میلادی اهل کشور کانادا است.